# 牛朝阳
牛朝阳，出生于山西沁水，中国导演和音乐创作人。

## 生平
1992年毕业于山西大学师范学院。导演作品包括《少女总裁》、《281封信》、《当雪花爱上梅花》、《大玩家》、《床下有人》、《半夜不要照镜子》、《白狐》等。同时也为庞龙创作《两只蝴蝶》等歌曲。